# Makáry György
Makáry György (Eger, 1799. április 28. – 1857. november 13.) ügyvéd és líceumi tanár.

## Élete
Makáry László, az egri papnevelő intézetnek nemes származású ügyésze, és Kotzka Mária fia. A gimnáziumot 1806-tól 1812-ig szülővárosában végezte; a filozófiai tanulmányok befejezése után 1815–16-ban első évi, 1816–17-ben másodévi jogász volt ugyanott. Huzamosabb ideig Pesten patvaristáskodott és 1823. június 16-án ügyvédi oklevelet nyert; pár évet még azután is Pesten töltött. Ez időtájban keletkezett barátsága irodalmunk vezérfiaival, Szemere Pállal, Kisfaludy Károllyal és Bajza Józseffel. 1828-ban már Egerben ügyvéd volt és Heves megye táblabírája. Ügyvédkedésének idejében folyton érdekelte a magyar nyelv ügye. Az akadémiának könyveket ajándékozott, tájszótárkészletét pedig gyűjteményével gyarapította. Közben írogatta verseit. Midőn Eger városa 1834. május 11-én ünnepet szentelt az alapítványairól híres Kovács Jánosnak és képét a városház termében kifüggesztette, Makáry tartotta az emlékbeszédet. 1841-ben az egri érseki líceumben apósának, Ivánszky Antalnak magyar nyelv- és irodalmi tanszékét mint helyettes tanár foglalta el; egy év múlva ugyanott rendes tanár lett. A függetlenségi harc alatt 1849-ben egy ideig Debrecenben tartózkodott. 1851-ben Bartakovics Béla egri érsek a gimnáziumba helyezte át. Itt tanított egész haláláig, mely a lelkes tanárt és szentszéki ügyvédet munkálkodásából rövid betegség után ragadta ki.
Költeményei és elbeszélései a következő hírlapokban, folyóiratokban és évkönyvekben vannak: Hasznos Mulatságok (1819., 1827., 1829.), Szépliteraturai Ajándék (1821-24.), Aspasia (1824.) Felső-magyarországi Minerva (1825-28., 1830.), Auróra (1823-26., 1828.), Urania (1829-1833.), Koszorú (1829., 1831., 1836.), Bajza Aurórája (1832-33., 1837.), Nevelejts (1832-34. költ. és elb.), Társalkodó (1832-34.), Szemlélő (1833., 1836.), Rajzolatok (1835.), Regélő (1835. elb.), Honművész (1835., 1839.), Lombok (1838.), Athenaeum (1838.), Nemzeti Almanach (1841.), cikkei a Társalkodóban (1832. Az egri bazilika), Jelenkor (1832. Az egri bazilika s költ., 1833-39. Apróbb értesítések Egerből), Társalkodó (1832. Szent-Ferenczi rend Schematismusa, 1833. Szinjátéki birálatok), Honművész (1835. Szinjátéki birálatok), Heti Lapok (1839. Nemzeti múzeum képtára Egerben), Uj M. Muzeum (1855. I. Horatius ódáiból, ford.), az egri kath. nagygymnasium Programmja (1856. Nyelvtisztaság és kellem), Tanodai Lapok (1857. Gyurits Antal nyelvtanának birálata).

## Munkái
- Mélt. Péchujfalusi gróf Péchy Emánuel úrnak t. n. Zemlény vármegye főispáni helytartójának tiszteletére, midőn főispáni helytartói székébe lépne. Eger, 1841.
- Mélt. Zsadányi és Törökszentmiklósi Almásy Gedeon urnak, t. ns. Heves és Kül. Szolnok t. e. vmegyék főispáni helytartójának tiszteletére, midőn helytartói székét 1841. nov. 24. elfoglalta. Uo. (Költemény.)
- Magyar verstan. Uo. 1842.
- Második Rákóczi Ferencz szózata 1707. évből. Az igen ritka eredeti nyomtatvány után kiadta ... Debreczen, 1849.

### Kéziratban maradtak
Csörsz király, daljáték, Rímszótár egy része, Horatius fordítása (Ódák I. k. 1-34. verse, a II. 1-12. és a III. 4-12., tehát összesen 55 óda); a Magyar Nemzeti Múzeum kézirattárában néhány költeménye van 4rét 3levél és levele Horvát Istvánhoz: Eger 1828. jún. 18.

## Álnevei és jegyei
Gyerő (a Nefelejtsben és Honművészben), Kund (a Honművészben), Gy. Béla (az Uraniában).